# Hanalei Pier
Der Hanalei Pier, ist ein in das National Register of Historic Places eingetragenes Gebäude in Hanalei bei Princeville auf der Insel Kauaʻi des Bundesstaats Hawaii der Vereinigten Staaten. Das Bauwerk ersetzte einen Vorgängerbau von 1892 und wurde 1912 errichtet. Er gilt als einer der bekanntesten Piers von Hawaii und war Drehort mehrerer Filme.

## Geschichte
Der Pier ersetzte den Vorgängerbau von 1892. Ende des 19. Jahrhunderts war Reis das zweitwichtigste landwirtschaftliche Produkt des Königreichs Hawaiʻi. Die zuvor auf den Zuckerrohrplantagen eingesetzten chinesischen Farmer bepflanzten die von der abnehmenden hawaiianischen Bevölkerung frei gewordenen Taro-Felder. Der Reis wurde nach Honolulu und Kalifornien exportiert, das Gebäude jedoch nur saisonal für den Transport genutzt. Der Pier ist historisch bedeutsam als einer der wenigen sichtbaren Reste der ehemals bedeutenden Reisindustrie Hanaleis. Die hölzerne Fahrbahnabdeckung wurde 1922 durch eine Betonabdeckung ersetzt. Zur Zeit der Annexion lag Hawaii in der Reisproduktion an dritter Stelle in den Vereinigten Staaten, hinter Louisiana und South Carolina. Danach begann der Niedergang. Innerhalb von fünf Jahren sank die Zahl der chinesischen Bevölkerung auf Hawaii um 6.000. Dies verursachte einen Mangel an Arbeitskräften. Hinzu kam ein erhöhter Bedarf an Dünger, da die Böden ausgelaugt waren. Das versehentliche Einschleppen des Reiszünslers 1927 zog erhebliche Ernteausfälle nach sich. Mit der Fertigstellung des Ausbaus des Hafens von Nawiliwili 1930 zum wichtigsten Hafen Kauais und dem Ausbau des Highway-Systems wurde der Hanalei Pier aufgrund zu geringer Nutzung 1933 aufgegeben. Seitdem dient der Pier in erster Linie den Einwohnern von Kauai zur Erholung und wird zum Angeln genutzt. 1940 wurde der Schuppen errichtet. Der Bau diente mehreren Filmen, die in der Hanalei Bay gedreht wurden, beispielsweise South Pacific, als Kulisse. Nach jahrelangem Verfall wurde 1973 der Schuppen neu gedeckt und saniert.
Am 13. September 1979 wurde das Gebäude in das National Register of Historic Places aufgenommen. Zudem wurde es als historischer Platz von der State Historic Preservation Division des Staates Hawaii eingetragen (SHPD Historic Site Number: 30-03-9382).
In den 1990er Jahren wurde der Pier saniert, allerdings verursachte Hurrikan Iniki 1992 schwere Zerstörungen. Nachdem die Überdachung unter Trockenfäule, gerissenen Balken, Löchern im Dach und gebrochenen Stützstreben litt, wurde der Schuppen in den Jahren 2012 und 2013 restauriert. Der Rotary Club of Hanalei Bay rief ein „Save the Pier“-Projekt ins Leben und sammelte 188.000 Dollar Spenden zum Wiederaufbau.

## Beschreibung
Der Hanalei Pier ist ein Beispiel für einen Fingerpier, die in den 1920er Jahren in Hawaii mehrfach gebaut wurden. Etwa ein Dutzend dieser Anlagen sind heute noch erhalten. Zum Bau des etwas über 100 Meter langen Gebäudes wurde stahlverstärkter Beton verwendet. Das Betondeck ruht auf Quadratpfählen mit Pfahlkappen und Kniestreben. Die ehemals vorhandenen Gleise dienten ausschließlich der Bedienung des Piers und hatten keinen weiteren Anschluss. Das Ende des Piers bildet eine 220 Quadratmeter große Fläche, auf der ein Schuppen steht.